# Supercoupe d'Algérie de football 2006
Navigation
Supercoupe d'Algérie 1995 Supercoupe d'Algérie 2007
Cette édition 2006 de la Supercoupe d'Algérie de football ayant opposé la JS Kabylie Championne d'Algérie en titre et le MC Alger vainqueur de la Coupe d'Algérie en titre. C'est la 1re fois depuis 11 ans que la compétition se rejoue.

## Le retour de cette compétition
La Supercoupe d'Algérie de football était une compétition récente du football algérien. Il s'agissait d'une compétition qui se jouait sur une seule rencontre entre le vainqueur de la Coupe d'Algérie et le Champion d'Algérie de football de 1re division. La rencontre était domiciliée au stade du 5-Juillet-1962 d'Alger, le stade national d'Algérie. 
La 1re apparition de ce trophée date de l'année 1973. elle était organisée par la Fédération algérienne de football et s'est jouée en début de saison. Cette édition fut marquée par la victoire de la JS Kabylie première vainqueur de cette compétition, 3 buts à 2 sur le Mouloudia d'Alger. Cette compétition se jouera activement jusqu'en 1995, date de sa dernière édition, avec un vainqueur différent chaque année.
Toutefois, en 2006 un riche sponsor, l'entreprise Ring, le représentant officiel de Nokia en Algérie eut l'idée de remettre au goût du jour cette compétition, sans doute pour un coup marketing. Cette année n'a pas été choisie au hasard, car les tenants des 2 titres que sont la Coupe d'Algérie de football et le Championnat d'Algérie de football étaient respectivement le MC Alger et la JS Kabylie, les 2 clubs les plus célèbres et les plus titrés du football algérien. Cependant, il avait été convenu que ce serait toujours la Fédération algérienne de football qui organiserait la compétition et Ring le sponsor unique.

## Les qualifiés
Pour cette édition, les deux qualifiés sont les tenants des titres du Championnat d'Algérie de l'édition 2006, la JS Kabylie et de la Coupe d'Algérie de l'édition 2006. Ces 2 équipes se sont disputé le trophée de la Supercoupe d'Algérie pour la 1re fois depuis 1995 après 11 années d'absence.

### Le champion d'Algérie
- JS Kabylie.

### Le vainqueur de la Coupe d'Algérie
- MC Alger.

## La rencontre
| Entraîneur :         |
| Azzedine Aït Djoudi. |

| Entraîneur :     |
| François Bracci. |

| Entraîneur :         |
| Azzedine Aït Djoudi. |

| Entraîneur :     |
| François Bracci. |